# Пам'ятний знак Тарасові Шевченку (Глухів)
Пам'ятний знак Тарасу Шевченкові в Глухові — пам'ятник, встановлений з нагоди 130-річчя перепоховання Шевченка, виготовлений у вигляді верстового стовпа.

## Розташування
Встановили пам'ятник у Глухові Сумської області на перехресті вулиць Києво-Московська, Матросова, Веригіна.

## Про пам'ятник
На виготовлення пам'ятника Тарасові Шевченку волонтери зібрали 200 тис. грн. На заклик зібрати кошти відгукнулися десятки глухівчан, розмір пожертв становив від 50 до 5000 грн. Знак встановлено на місці, де до декомунізації стояв пам'ятник Леніну.
Про Глухів поет згадує в поемах «Іржавець» та «Сон».